# Rusalka Planitia (quadrangle)

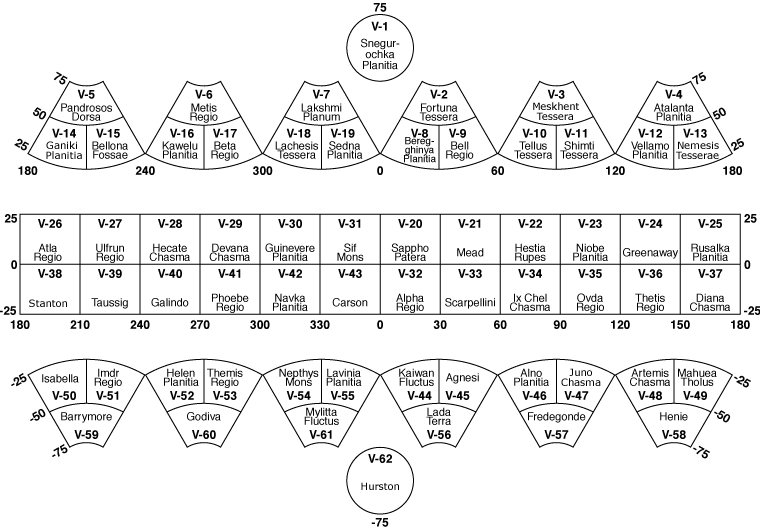
Quadrangles op Venus op schaal 1 : 5.000.000

Rusalka Planitia (V–25; breedtegraad 0°–25° N, lengtegraad 150°–180° E) is een quadrangle op de planeet Venus. Het is een van de 62 quadrangles op schaal 1 : 5.000.000. Het quadrangle werd genoemd naar het gelijknamige laagland dat op zijn beurt is genoemd naar Roesalka, een wezen (waternimf of watergeest) uit de Slavische mythologie.

## Geologische structuren in Rusalka Planitia
Colles
- Asherat Colles
- Ran Colles
- Urutonga Colles

Coronae
- Bil Corona
- Clonia Corona
- Hannahannas Corona
- Heqet Corona
- Jarina Corona
- Ituana Corona

Dorsa
- Lumo Dorsa
- Oya Dorsa
- Poludnitsa Dorsa
- Yalyane Dorsa
- Zaryanitsa Dorsa

Farra
- Nammu Farra

Fluctus
- Agrimpasa Fluctus
- Praurime Fluctus
- Tie Fluctus

Inslagkraters
- Asmik
- Caccini
- Corpman
- du Chatelet
- Faiga
- Fiona
- Konopnicka
- Maranda
- Ortensia
- Qulzhan
- Quslu
- Romanskaya
- Rowena
- Surija
- Ualinka
- Winema
- Yakyt
- Yazruk
- Yolanda

Montes
- Fand Mons
- Iseghey Mons
- Lahar Mons
- Lamashtu Mons
- Muhongo Mons
- Zaltu Mons

Planitiae
- Llorona Planitia
- Rusalka Planitia

Valles
- Ikhwezi Vallis
- Jutrzenka Vallis
- Martuv Vallis
- Tai-pe Valles